# Waleri Michailowitsch Selepukin
Waleri Michailowitsch Selepukin (russisch Валерий Михайлович Зелепукин; * 17. September 1968 in Woskressensk, Russische SFSR) ist ein ehemaliger russischer Eishockeyspieler, der während seiner aktiven Karriere zwischen 1984 und 2006 unter anderem für die New Jersey Devils, Edmonton Oilers, Philadelphia Flyers und Chicago Blackhawks in der National Hockey League auf der Position des linken Flügelstürmers gespielt hat.

## Karriere
Waleri Selepukin begann seine Karriere bei Chimik Woskressensk, für dessen erste Mannschaft er während der Saison 1984/85 in der Wysschaja Liga debütierte. In den folgenden eineinhalb Spielzeiten etablierte er sich innerhalb der Mannschaft, wurde aber im Rahmen seines Militärdienstes 1987 zu ZSKA Moskau delegiert. Während der folgenden zwei Jahre absolvierte er sowohl 36 Einsätze in der Wysschaja Liga für ZSKA, als auch 45 Partien für den Partnerclub SKA MWO Kalinin in der zweitklassigen Perwaja Liga.
Beim NHL Entry Draft 1990 wurde er in der elften Runde an 221. Stelle durch die New Jersey Devils ausgewählt, blieb aber noch eine weitere Saison bei seinem Heimatverein. Vor der Spielzeit 1991/92 verließ er – begünstigt durch den Fall des Eisernen Vorhangs – sein Heimatland und ging nach Nordamerika. Zunächst im AHL-Kader der Utica Devils eingesetzt, erkämpfte sich Selepukin im Laufe der Saison einen Platz im NHL-Kader der New Jersey Devils. Am 19. Dezember 1994 gab er sein NHL-Debüt gegen die Hartford Whalers und erzielte sein erstes NHL-Tor eine Woche später gegen die New York Islanders. In den folgenden Partien spielte er so überzeugend, dass er im Januar 1992 als NHL-Rookie des Monats ausgezeichnet wurde. Schon die folgende Saison verbrachte er ausschließlich in der NHL und stellte dabei seinen saisonalen Punkterekord auf, als er in 78 Spielen der regulären Saison insgesamt 64 Scorerpunkte sammelte. Am Ende der Spielzeit 1993/94 erreichte Selepukin mit den Devils das Eastern-Conference-Finale, in dem die Devils den New York Rangers mit 3:4 Siegen unterlagen. Selepukin steuerte dazu insgesamt 64 Scorerpunkte in 102 Partien (82 der regulären Saison, 20 Playoff-Spiele) bei.
Aufgrund des 103-tägigen Lockouts zu Beginn der folgenden NHL-Spielzeit, der erst am 11. Januar 1995 endete, begann die reguläre Saison erst Ende Januar und wurde von 84 auf 48 Spiele verkürzt. Kurz danach, am 24. Januar, erlitt Selepukin während des Trainings eine Augenverletzung, so dass er in der Folge ausfiel. Erst in den Play-offs kehrte er in den NHL-Kader zurück und gewann mit den Devils den Stanley Cup.
In den folgenden zwei Spielzeiten konnte Selepukin nicht an die guten Leistungen vor seiner Verletzung anknüpfen, vor allem seine Punkteausbeute sank. Da die Devils zudem eine große Konkurrenzsituation für Zweiwege-Stürmer wie Selepukin hatten, kam es Mitte der Saison zu einem Tauschhandel. Am 4. Januar 1998 gaben die Devils ihn zusammen mit Bill Guerin an die Edmonton Oilers ab, die im Gegenzug Jason Arnott und Bryan Muir zu den Devils schickten. Doch auch bei den Oilers konnte sich der Angreifer nicht durchsetzen und wurde so neun Monate später, am 5. Oktober 1998, gegen Daniel Lacroix von den Philadelphia Flyers eingetauscht. Bei den Flyers konzentrierte er sich hauptsächlich auf sein Defensivspiel und fügte zudem eine gewisse Spielhärte bei, so dass er in der dritten Reihe eingesetzt wurde, die meist gegen die Topreihe der Gegner zu spielen hatte. In der Saison 1999/2000 gewann er mit den Flyers die Atlantic Division und zog mit seinem Team in das Conference-Finale ein. Dort unterlagen die Flyers Selepukins altem Team, den New Jersey Devils, mit 3:4 Siegen.
Nach der Saison 1999/2000 wurde er ein Free Agent und unterzeichnete am 18. Juli 2000 einen Vertrag bei den Chicago Blackhawks. Im Laufe der folgenden Saison wurde er immer wieder beim Partnerteam der Blackhawks, den Norfolk Admirals aus der AHL, eingesetzt. Da die Blackhawks die NHL-Playoffs verpassten, verbrachte Selepukin auch die Playoffs in Norfolk, wobei er mit den Admirals die zweite Runde erreichte. Anfang Oktober 2001 verletzte er sich im Trainingslager der Blackhawks am Knie und fiel für einen Großteil der folgenden Saison aus. Nach seiner Wiedergenesung wurde er ausschließlich in der AHL bei den Norfolk Admirals eingesetzt.
Nach diesen Erfahrungen kehrte er im Sommer 2002 nach Russland zurück und spielte zunächst für Ak Bars Kasan in der Superliga. Im Sommer 2003 wechselte er innerhalb der Superliga zum SKA Sankt Petersburg, für den er in den folgenden zwei Spieljahren 106 Spiele bestritt, in denen er 44 Scorerpunkte bei 198 Strafminuten erzielte. 2005 kehrte er zum Nachfolger seines Heimatvereins, Chimik Moskowskaja Oblast, zurück und verbrachte dort seine letzte Spielzeit als aktiver Eishockeyspieler.

### Als Trainer und Funktionär
In der Saison 2010/11 war Selepukin Assistenztrainer der Juniorenmannschaft Long Island Royals aus der Metropolitan Junior Hockey League. Von Januar 2014 bis November 2016 war er Sportdirektor (General Manager) bei Metallurg Nowokusnezk. Ab März 2017 war er General Manager bei Sewerstal Tscherepowez, ehe er im November 2018 aufgrund der schlechten sportlichen Lage entlassen wurde.

### International
Selepukin absolvierte im Juniorenbereich insgesamt drei große internationale Wettbewerbe für sein Heimatland. Sein erstes Turnier war die U18-Junioren-Europameisterschaft 1986, danach folgten 1987 und 1988 zwei U20-Junioren-Weltmeisterschaften. 1988 gewann er die Silbermedaille, während die U20-Auswahl der UdSSR bei den U20-Welttitelkämpfen 1987 disqualifiziert wurde.
Am 30. Oktober 1989 debütierte er für die Herren-Nationalmannschaft der UdSSR gegen die Tschechoslowakei und bestritt mit der Sbornaja die Weltmeisterschaft 1991. Bei dieser gewann er mit der UdSSR-Auswahlmannschaft die Bronzemedaille.
Später wurde er nach dem Zerfall der Sowjetunion Mitglied der russischen Eishockeynationalmannschaft. Er nahm am World Cup of Hockey 1996, den Olympischen Winterspielen 1998 und der Weltmeisterschaft 2004 teil. Seine internationale Karriere wurde mit Olympiasilber 1998 gekrönt. Daraufhin wurde er als Verdienter Meister des Sports Russlands ausgezeichnet.

## Erfolge und Auszeichnungen
- 1992 NHL-Rookie des Monats Januar
- 1995 Stanley-Cup-Gewinn mit den New Jersey Devils
- 1998 Verdienter Meister des Sports Russlands im Eishockey

### International
- 1988 Silbermedaille bei der U20-Junioren-Weltmeisterschaft
- 1991 Bronzemedaille bei der Weltmeisterschaft
- 1998 Silbermedaille bei den Olympischen Winterspielen

## Karrierestatistik

### International
| Vertrat die UdSSR bei: - U18-Junioren-Europameisterschaft 1986 - U20-Junioren-Weltmeisterschaft 1987 - U20-Junioren-Weltmeisterschaft 1988 - Weltmeisterschaft 1991 | Vertrat Russland bei: - World Cup of Hockey 1996 - Olympischen Winterspielen 1998 - Weltmeisterschaft 2004 |

(Legende zur Spielerstatistik: Sp oder GP = absolvierte Spiele; T oder G = erzielte Tore; V oder A = erzielte Assists; Pkt oder Pts = erzielte Scorerpunkte; SM oder PIM = erhaltene Strafminuten; +/− = Plus/Minus-Bilanz; PP = erzielte Überzahltore; SH = erzielte Unterzahltore; GW = erzielte Siegtore; 1 Play-downs/Relegation; Kursiv: Statistik nicht vollständig)